# Ashlee Rowe
Ashlee Rowe (3 de diciembre de 1992) es una deportista neozelandesa que compitió en remo. Ganó una medalla de bronce en el Campeonato Mundial de Remo de 2017, en la prueba de ocho con timonel.

## Palmarés internacional
| Campeonato Mundial | Campeonato Mundial        | Campeonato Mundial | Campeonato Mundial |
| Año                | Lugar                     | Medalla            | Prueba             |
| ------------------ | ------------------------- | ------------------ | ------------------ |
| 2017               | Sarasota (Estados Unidos) | Medalla de bronce  | Ocho con timonel   |